# Den nye mand
Den nye mand er en dansk kortfilm fra 2003, der er instrueret af Kasper Gaardsøe efter manuskript af Karina Dam.

## Handling
Denne artikel mangler et handlingsreferat. Hjælp os med at skrive det.

## Medvirkende
- Jakob Cedergren - Martin Holm
- Line Kruse - Sofie Holm
- Søren Spanning - Dr. Arildskov
- Niels Anders Thorn - Dr. Nielsen
- Jens Jørn Spottag - Patienten